# Loïc Courteau
Loïc Courteau (Bordeaux, 6 gennaio 1964) è un ex tennista e allenatore di tennis francese.

## Carriera
A livello giovanile ha raggiunto la finale del singolare ragazzi al Roland Garros 1982 e la semifinale nei successivi due Slam stagionali.
Tra i professionisti ha giocato una sola finale in singolare, al Quito Open 1982, uscendone sconfitto contro il padrone di casa Andrés Gómez Santos. Nel doppio maschile vanta un successo in sei finali disputate ed ha raggiunto la 37º posizione in classifica mondiale nel 1987.
Una volta conclusa l'attività agonistica è rimasto nel mondo tennistico guidando per diversi anni la squadra francese di Fed Cup e successivamente allenando la connazionale Amélie Mauresmo.

## Statistiche

### Singolare

#### Finali perse (1)
| \| Legenda \| \| Grande Slam (0) \| \| Tennis Masters Cup (0) \| \| Championship Series (0) \| \| ATP Tour (1) \| |
| Legenda |
| Grande Slam (0)                                                                                                   |
| Tennis Masters Cup (0)                                                                                            |
| Championship Series (0)                                                                                           |
| ATP Tour (1) |

| Numero | Anno | Torneo            | Superficie  | Avversario in finale | Risultato |
| 1.     | 1982 | Quito Open, Quito | Terra rossa | Andrés Gómez Santos  | 3–6, 4–6  |

### Doppio

#### Vittorie (1)
| \| Legenda \| \| Grande Slam (0) \| \| Tennis Masters Cup (0) \| \| Championship Series (0) \| \| ATP Tour (1) \| |
| Legenda |
| Grande Slam (0)                                                                                                   |
| Tennis Masters Cup (0)                                                                                            |
| Championship Series (0)                                                                                           |
| ATP Tour (1) |

| Numero | Anno | Torneo                         | Superficie  | Compagno    | Avversari in finale          | Risultato     |
| 1.     | 1986 | ATP Buenos Aires, Buenos Aires | Terra rossa | Horst Skoff | Gustavo Luza Gustavo Tiberti | 3–6, 6–4, 6–3 |

#### Finali perse (5)
| Numero | Anno | Torneo                             | Superficie  | Compagno         | Avversari in finale              | Risultato     |
| 1.     | 1984 | ATP Bordeaux, Bordeaux             | Terra rossa | Guy Forget       | Pavel Složil Blaine Willenborg   | 1–6, 4–6      |
| 2.     | 1985 | ATP Nizza, Nizza                   | Terra rossa | Guy Forget       | Claudio Panatta Pavel Složil     | 6–3, 3–6, 6–8 |
| 3.     | 1985 | Marbella Grand Prix, Marbella      | Terra rossa | Michiel Schapers | Andrés Gómez Santos Cássio Motta | 1–6, 1–6      |
| 4.     | 1986 | ATP Itaparica, Itaparica           | Cemento     | Guy Forget       | Chip Hooper Mike Leach           | 5–7, 3–6      |
| 5.     | 1987 | Allianz Suisse Open Gstaad, Gstaad | Terra rossa | Guy Forget       | Jan Gunnarsson Tomáš Šmíd        | 6–7, 2–6      |